# HY Velorum
HY Velorum là tên của một hệ sao đôi nằm trong một chòm sao phương nam tên là Thuyền Phàm. Với cấp sao biểu kiến là 4,83, ta có thể nhìn thấy nó là một ngôi sao mờ nhạt. Để có thể nhìn thấy nó rõ ràng nhất, ta cần có một vị trí cách xa thành thị (do sự ô nhiễm ánh sáng đã làm hạn chế tầm nhìn) và điều kiện thời tiết tốt. Khoảng cách của nó với chúng ta được ước tính (dựa trên giá trị thị sai đo được là 7,1 mas) là 460 năm ánh sáng. HY Vel rất có thể tạo thành một cặp thiên thể có tương tác trọng lực với hệ sao đôi KT Vel (HD 74535). Cả hai thiên thể trên là thành viên của cụm sao mở IC 2391. Dựa trên dữ liệu thu thập được vào năm 1998, cả hai thiên thể ấy có góc phân tách là 76,1" dọc theo góc vị trí là 311 độ.
HY Vel có chu kì quỹ đạo là 8,4 ngày với độ lệch tâm quỹ đạo có giá trị là 0,24. Thiên thể khả kiến của nó giá trị a sin i là 0,006 đơn vị thiên văn với a là trục lớn còn i là độ nghiêng quỹ đạo từ điểm nhìn của chúng ta. Nó là một sao biến quang bất thường loại B với ít nhất có ba chu kì, chu kì chính là nó có tần số là 0,644721 chu kì trên ngày, tương ứng với 1,55106 ngày. Nó có quang phổ loại B3 IV và là một sao gần mức khổng lồ.

## Dữ liệu hiện tại
Theo như quan sát, đây là hệ sao nằm trong chòm sao Thuyền Phàm và dưới đây là một số dữ liệu khác:
- Xích kinh 08h 42m 25.38667s[3]
- Độ nghiêng −53° 06′ 50.3324″[3]
- Cấp sao biểu kiến 4.81 - 4.86[8]
- Cấp sao tuyệt đối −1.25[2]
- Vận tốc hướng tâm +156±02[2] km/s
- Loại quang phổ B3 IV[7]
- Giá trị thị sai 7,1141 +/- 0,2302 mas[3]